# 达孜巴
达孜巴（藏語：སྟག་རྩེ་པ་，威利转写：stag rtse pa；？—1720年），清朝征服西藏前的甘丹颇章官员。本名达孜夏仲拉加热布旦，清朝称达克杂/达克咱，达孜宗人，藏族。
属于吉学噶丹巴族系的吉雪达孜台吉。和第巴桑结嘉措是近亲，和拉藏汗不和。康熙五十六年（1717年）准噶尔汗国入侵西藏，甘丹池巴和他到达木调解，他的下属引导准噶尔军队攻下拉萨，杀死拉藏汗。准噶尔命他为第巴，掌管达赖和拉藏汗的印章。他命令毁坏宁玛派寺院，杀死拉藏汗旧属，保护五世达赖灵塔。康熙五十九年（1720年），清朝军队入藏，驱逐准噶尔军队，处死了达孜巴。
| 前任： 隆素巴 | 第巴 1717年—1720年 | 繼任： 末任 |